# Smeerenburg
Smeerenburg is een voormalige nederzetting van Nederlandse walvisvaarders (van de Noordse Compagnie) op het eiland Amsterdam (Noors: Amsterdamøya) bij het eiland Spitsbergen aan het fjord Smeerenburgfjorden, onderdeel van de eilandengroep Spitsbergen. Smeerenburg ligt binnen de poolcirkel op zo'n 1000 kilometer van de Noordpool.

## Geschiedenis

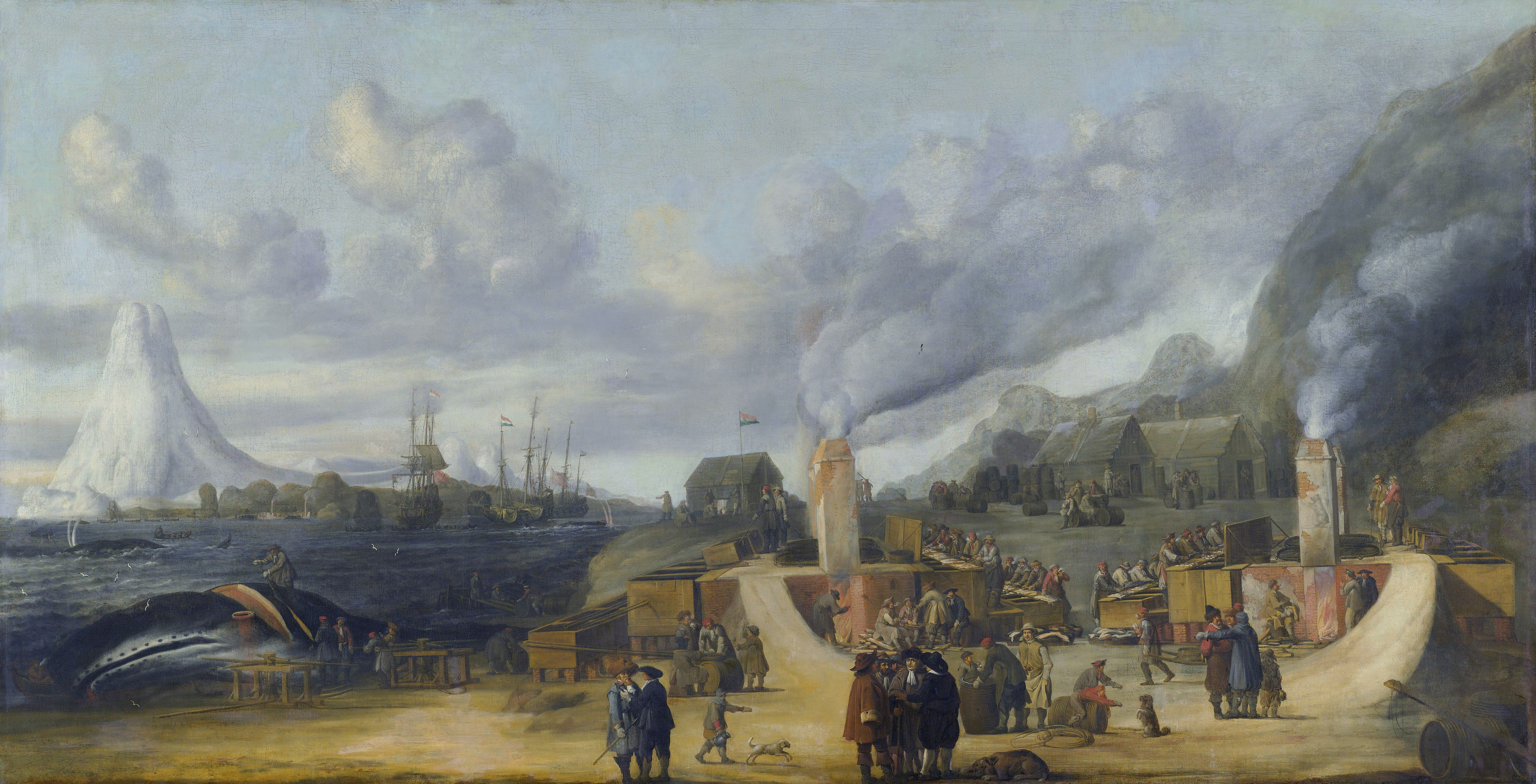
De traankokerij van de Amsterdamse kamer van de Noordse Compagnie op Smerenburg.
Schilderij van Cornelis de Man (1639) gebaseerd op het schilderij Dansk hvalfangststation ("Deense traankokerij") van ABR Speeck (1634)

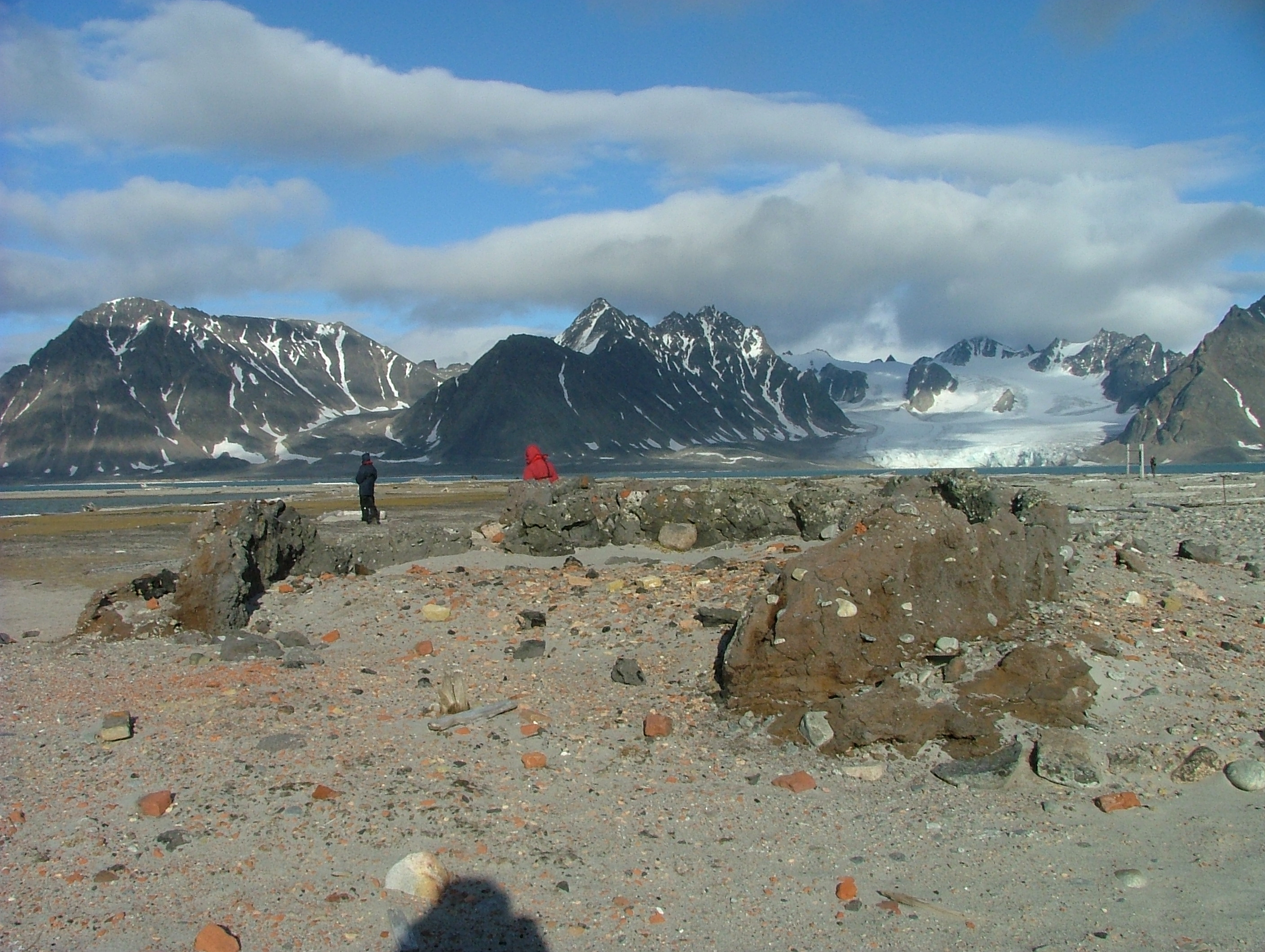
Overblijfselen van grote blubberovens in Smeerenburg

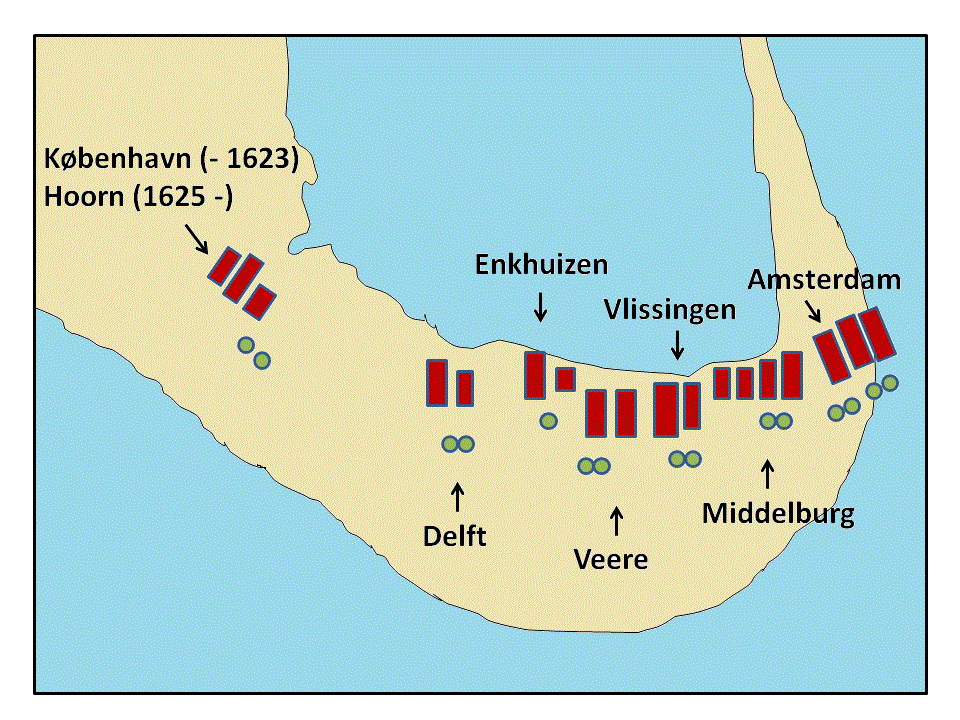
Kaart van het oorspronkelijke Smeerenburg, deze Nederlandse nederzetting duurde 1617-1646. De magazijnen (rood) worden aangeduid met de naam van de stad die ze in eigendom had. De traankokerijovens (groen) zijn aangegeven met cirkels.

De walvisjacht vond plaats vanuit walvissloepen, de relatief traag zwemmende en lang drijvende Groenlandse walvis was een favoriete prooi. De walvis werd in z'n geheel aan land getrokken en daar verwerkt, of te water in stukken gesneden die naar een traankokerij werden vervoerd.
De nederzetting bestond uit pakhuizen, woningen en een smederij. Tussen 1614 en circa 1660 beheerden verschillende Nederlandse steden die deelnamen aan de Noordsche Compagnie hun eigen traankokerij op Smeerenburg. Amsterdam had er twee en verder waren er traankokerijen van Rotterdam, Hoorn, Middelburg, Enkhuizen en Delft. Waarschijnlijk hadden ook Veere en  De Zaanstreek er een traankokerij. In hoefijzervormige traanovens werd uit het spek van de gedode walvissen walvistraan gewonnen. Deze olie was onder andere zeer bruikbaar als lampolie.
In het verleden hebben verschillende bronnen het aantal mensen dat gedurende de zomer in Smeerenburg zou hebben verbleven geschat op 1.000 tot 10.000 personen. Uit archeologisch onderzoek is echter gebleken dat er 16 à 17 huizen hebben gestaan, genoeg voor de huisvesting van enkele honderden personen. Aan het einde van de 17e eeuw was de populatie Groenlandse walvissen dusdanig uitgedund dat moest worden uitgeweken naar andere vangstgebieden, Smeerenburg was als seizoensnederzetting toen al opgegeven.
Sinds 1973 zijn de resten van Smeerenburg beschermd als onderdeel van het Noorse nationale park van Noordwest-Spitsbergen.

## De naam
De naam Smeerenburg verwijst waarschijnlijk naar het vet (smeer) van een walvis.

## Smeerenburgcollectie
Bij opgravingen door Nederlandse archeologen in de jaren zeventig en tachtig zijn tal van gebruiksvoorwerpen uit de Nederlandse periode gevonden. Deze voorwerpen werden eerst in Nederland bewaard, onder andere door het Rijksmuseum Amsterdam. Op 19 november 2005 werd de Smeerenburgcollectie overgedragen aan de Noorse dienst voor Monumentenzorg in Oslo. De collectie zal op Spitsbergen worden opgeslagen en zal daar deels worden tentoongesteld. Een deel van de collectie is in het Rijksmuseum Amsterdam achtergebleven.

## Stripboek
Het derde deel uit de serie Gilles de Geus heet Smeerenburg en gaat over een verblijf op dit eiland.

## Naslagwerk
- Louwrens Hacquebord Smeerenburg. Een proefschrift over het verblijf van Nederlandse walvisvaarders op de westkust van Spitsbergen in de 17e eeuw. ISBN 9789070319083

Gouvernementen: Goudkust* · Nederlands Brazilië · Nederlandse Antillen · Nederlands-Guiana (Berbice* · Cayenne · Demerary* · Essequebo* · Pomeroon · Suriname*) · Nieuw-Nederland
Gebieden met een directeur: Maagdeneilanden
Gebieden met een baron: Tobago (geleend aan Cornelis Lampsins)
Factorijen / handelsposten: Arguin · Loango-Angolakust · Senegambia · Slavenkust
Gouvernementen: Amboina* · Banda* · Batavia* · Ceylon · Coromandelkust* · Formosa · Java's Noordoostkust* · Kaapkolonie* · Makassar* · Malakka* · Mauritius · Molukken*
Directoraten: Vestingen in Bengalen · Vestingen in Perzië · Suratte
Commandementen: Bantam* · Malabar · Sumatra's Westkust*
Residenten: Bandjarmasin* · Cheribon* · Palembang* · Pontianak*
Gebieden met een opperhoofd: Birma · Dejima* · Vestingen in Siam · Timor · Tonquin
Factorijen: Vestingen in China
Nederzettingen: Amsterdam eiland (incl. Smeerenburg) · Jan Mayen
Vestingen: Acadia · Fort Nassau · Zoutpannen in Venezuela
*: Gebieden ook in handen van de Bataafse Republiek geweest.